# Saint-Germain-des-Bois (Cher)
Saint-Germain-des-Bois is een gemeente in het Franse departement Cher (regio Centre-Val de Loire) en telt 547 inwoners (1999). De plaats maakt deel uit van het arrondissement Saint-Amand-Montrond.

## Geografie
De oppervlakte van Saint-Germain-des-Bois bedraagt 29,7 km², de bevolkingsdichtheid is 18,4 inwoners per km².
De onderstaande kaart toont de ligging van Saint-Germain-des-Bois (Cher) met de belangrijkste infrastructuur en aangrenzende gemeenten.

## Demografie
Onderstaande figuur toont het verloop van het inwonertal (bron: INSEE-tellingen).